# 小行星4749
小行星4749（英語：4749）是一颗围绕太阳公转的小行星。1989年11月22日，川里信弘在上野原市发现了此天体。
这颗小行星的绝对星等为284.9738872127903等。